# 조지훈 (축구 선수)
조지훈 (趙志焄, 1990년 5월 29일 ~ )은 대한민국의 축구 선수다. 현재 안산 그리너스 소속이며 포지션은 미드필더다.

## 클럽 경력
조지훈은 2011시즌을 앞두고 열린 드래프트에서 수원 삼성 블루윙즈에 1순위로 지명된 후 수원에 입단하면서 프로 경력을 시작했다. 2011년 4월 30일에 열린 상주 상무와의 경기에서 프로 데뷔전을 치렀다. 2013년 8월 3일에 열린 FC 서울과의 슈퍼매치 경기에서 프로 데뷔골을 기록했다. 2014년 3월 22일에 열린 포항 스틸러스와의 경기에서는 후반전 교체 출전 이후 2분여만에 경고 누적으로 퇴장당하며 K리그 역사상 최단 시간 퇴장 기록을 세우는 불명예를 안기도 했다.
2016시즌을 앞두고 군 복무를 위해 상주 상무에 입대했다. 이후 2017년 9월, 상주에서 전역한 후 수원으로 복귀했다. 하지만 조지훈은 수원 복귀 이후 많은 경기에 출전하지 못했으며 2018시즌 리그 6경기에 출전했다.
2019시즌을 앞두고 FA로 풀렸으며 K리그1의 강원 FC로 이적했다. 조지훈은 2019시즌 강원에서 리그 15경기에 출전했다.
2021시즌을 앞두고 타이 리그 1의 치앙라이 유나이티드로 이적했다.
2022시즌을 앞두고 FC 서울에 입단했다.